# 渡邉貢
渡邉 貢（わたなべ みつぐ、1963年3月20日 - ）は日本のロックバンド：PERSONZ、MATA-HARI のベーシスト。

## 来歴
高校卒業後、新潟からプロミュージシャンを目指し上京。1982年2月にAUTO-MODの正式メンバーとなった。その後、1985年のAUTO-MODの解散に伴い、NOTHING PERSONAL（PERSONZの前身となるバンド）に参加。同バンドと並行してPinupsのメンバーで作ったFiction Of Romanceのサポートもしており、複数のバンドに在籍していた。
1984年、ドラマーを探していたPERSONZのオーディションに同郷の藤田勉を誘い、揃って正式メンバーとなる。インディーズ時代のミドルネームは"MISSY"。PERSONZでの作曲を中心的に担うようになるのは「DEAR FRIENDS」をインディーズ時代に書きおろしてからである。
布袋寅泰と青山テルマのツアーにサポートメンバーとして参加したり、2丁拳銃に書き下ろしの曲を提供するなどの活動を行っている。
1990年、JILLと結婚。1998年夏に女児が誕生。
1998年11月26日、初のソロアルバム「Spillover」を発表。
1999年、PERSONZがデビュー以来所属していたARBオフィスから独立。その後、JILLと共にPERSONZのプライベートオフィスを立ち上げ代表取締役に就任。プロデュース、運営を行っている。
2019年6月、岸利至（Syn. & Prog. : a.b.s. / NUL.）と共にMATA-HARI（マタハリ）を結成。
BASS＋PROGRAMMINGという特殊な形態でのアンサンブルでロック＋テクノ＋ファンク＝ハイブリッドなサウンドを目指す。

## ディスコグラフィ

### CD
- Spillover（1998年11月26日、EMIミュージック・ジャパン）

収録曲
1. The World Lost It's Way
2. Innerlife Spillover
3. Love＋Smile＋Dream
4. Do The Right Thing
5. Faith
6. Persimmon
7. CHAIN REACTION
8. Til dawn

※全作曲：渡邉貢

### DVD
- ベーシストのためのリズム強化トレーニング（2009年2月25日、アトス・インターナショナル）